# Thure Floding
Thure Floding, född 1748 troligen i Lidköping, död 5 juni 1797 i Stockholm, var en svensk skeppare och bokstavsgravör.
Han var son till komministern Sven Petrus Floding och Christina Digelius samt bror till kopparstickaren Per Floding. Han studerade gravyr för sin bror och var vid sidan av sitt arbete som kofferdisjöman verksam som bokstavsgravör för olika tryckta alster.   